# Splendeuptychia latia
Splendeuptychia latia är en fjärilsart som beskrevs av Butler 1866. Splendeuptychia latia ingår i släktet Splendeuptychia och familjen praktfjärilar. Inga underarter finns listade i Catalogue of Life.